# مورتال
مورتال (به آلمانی: Murtal District) یک ناحیه در اتریش است که در اشتایرمارک واقع شده‌است.